# Ferenc Szombathelyi
Ferenc Szombathelyi, madžarski general, * 1887, † 1946.